# Экстремум

Функция (синяя) и её производная (красная). Глобальный максимум функции обозначен символом, её глобальный минимум — ☐, локальный максимум — ◇, локальный минимум — +, нуль производной без экстремума — ╳. Видно, что остальные нули производной соответствуют точкам экстремума функции.

Экстре́мум (лат. extremum — крайнее) в математике — максимальное или минимальное значение функции на заданном множестве. Точка, в которой достигается экстремум, называется точкой экстремума. Соответственно, если достигается минимум — точка экстремума называется точкой минимума, а если максимум — точкой максимума. В математическом анализе выделяют также понятие локальный экстремум (соответственно минимум или максимум).
Задачи нахождения экстремума возникают во всех областях человеческого знания: теория автоматического управления, проблемы экономики, биология, физика и т. д.

## Определения
Пусть дана функция {\displaystyle f:M\subset \mathbb {R} \to \mathbb {R} ,} и {\displaystyle x_{0}\in M^{0}} — внутренняя точка области определения {\displaystyle f.} Тогда
- {\displaystyle x_{0}} называется точкой локального максимума функции {\displaystyle f,} если существует проколотая окрестность {\displaystyle {\dot {U}}(x_{0})} такая, что
{\displaystyle \forall x\in {\dot {U}}(x_{0})\quad f(x)\leqslant f(x_{0});}
- {\displaystyle x_{0}} называется точкой локального минимума функции {\displaystyle f,} если существует проколотая окрестность {\displaystyle {\dot {U}}(x_{0})} такая, что
{\displaystyle \forall x\in {\dot {U}}(x_{0})\quad f(x)\geqslant f(x_{0}).}

- {\displaystyle x_{0}} называется точкой глобального (абсолютного) максимума, если
{\displaystyle \forall x\in M\quad f(x)\leqslant f(x_{0});}
- {\displaystyle x_{0}} называется точкой глобального (абсолютного) минимума, если
{\displaystyle \forall x\in M\quad f(x)\geqslant f(x_{0}).}

Если неравенства выше строгие, то {\displaystyle x_{0}} называется точкой строгого локального или глобального максимума или минимума соответственно.
Значение функции {\displaystyle f(x_{0})} называют соответственно (строгим) локальным или глобальным максимумом или минимумом. Точки, являющиеся точками (локального) максимума или минимума, называются точками (локального) экстремума.

## Замечание
Функция {\displaystyle f,} определённая на множестве {\displaystyle M,} может не иметь на нём ни одного локального или глобального экстремума. Например, {\displaystyle f(x)=x,\;x\in (-1,1).}

Функция, тождественно равная константе в любой точке, не имеет экстремумов.

## Необходимые условия существования локальных экстремумов
- Из леммы Ферма вытекает следующее[2]:

Пусть точка {\displaystyle x_{0}} является точкой экстремума функции {\displaystyle f}, определенной в некоторой окрестности точки {\displaystyle x_{0}}.
Тогда либо производная {\displaystyle f'(x_{0})} не существует, либо {\displaystyle f'(x_{0})=0}.
Эти условия не являются достаточными, так, функция может иметь нуль производной в точке, но эта точка может не быть точкой экстремума, а являться, скажем, точкой перегиба, как точка (0,0) у функции {\displaystyle f(x)=x^{3}}.

## Достаточные условия существования локальных экстремумов
- Пусть функция {\displaystyle f\in C(x_{0})} непрерывна в {\displaystyle x_{0}\in M^{0},} и существуют конечные или бесконечные односторонние производные {\displaystyle f'_{+}(x_{0}),f'_{-}(x_{0})}. Тогда при условии

{\displaystyle f'_{+}(x_{0})<0,\;f'_{-}(x_{0})>0}
{\displaystyle x_{0}} является точкой строгого локального максимума. А если
{\displaystyle f'_{+}(x_{0})>0,\;f'_{-}(x_{0})<0,}
то {\displaystyle x_{0}} является точкой строгого локального минимума.
Заметим, что при этом функция не обязательно дифференцируема в точке {\displaystyle x_{0}}.
- Пусть функция {\displaystyle f} непрерывна и дважды дифференцируема в точке {\displaystyle x_{0}}. Тогда при условии

{\displaystyle f'(x_{0})=0} и {\displaystyle f''(x_{0})<0}
{\displaystyle x_{0}} является точкой локального максимума. А если
{\displaystyle f'(x_{0})=0} и {\displaystyle f''(x_{0})>0}
то {\displaystyle x_{0}} является точкой локального минимума.
- Пусть функция {\displaystyle f} дифференцируема {\displaystyle n} раз в точке {\displaystyle x_{0}} и {\displaystyle f'(x_{0})=f''(x_{0})=\dots =f^{(n-1)}(x_{0})=0}, а {\displaystyle f^{(n)}(x_{0})\neq 0}.

Если {\displaystyle n} чётно и {\displaystyle f^{(n)}(x_{0})<0}, то {\displaystyle x_{0}} — точка локального максимума.
Если {\displaystyle n} чётно и {\displaystyle f^{(n)}(x_{0})>0}, то {\displaystyle x_{0}} — точка локального минимума.
Если {\displaystyle n} нечётно, то экстремума нет.